# 폴리시아 호텔

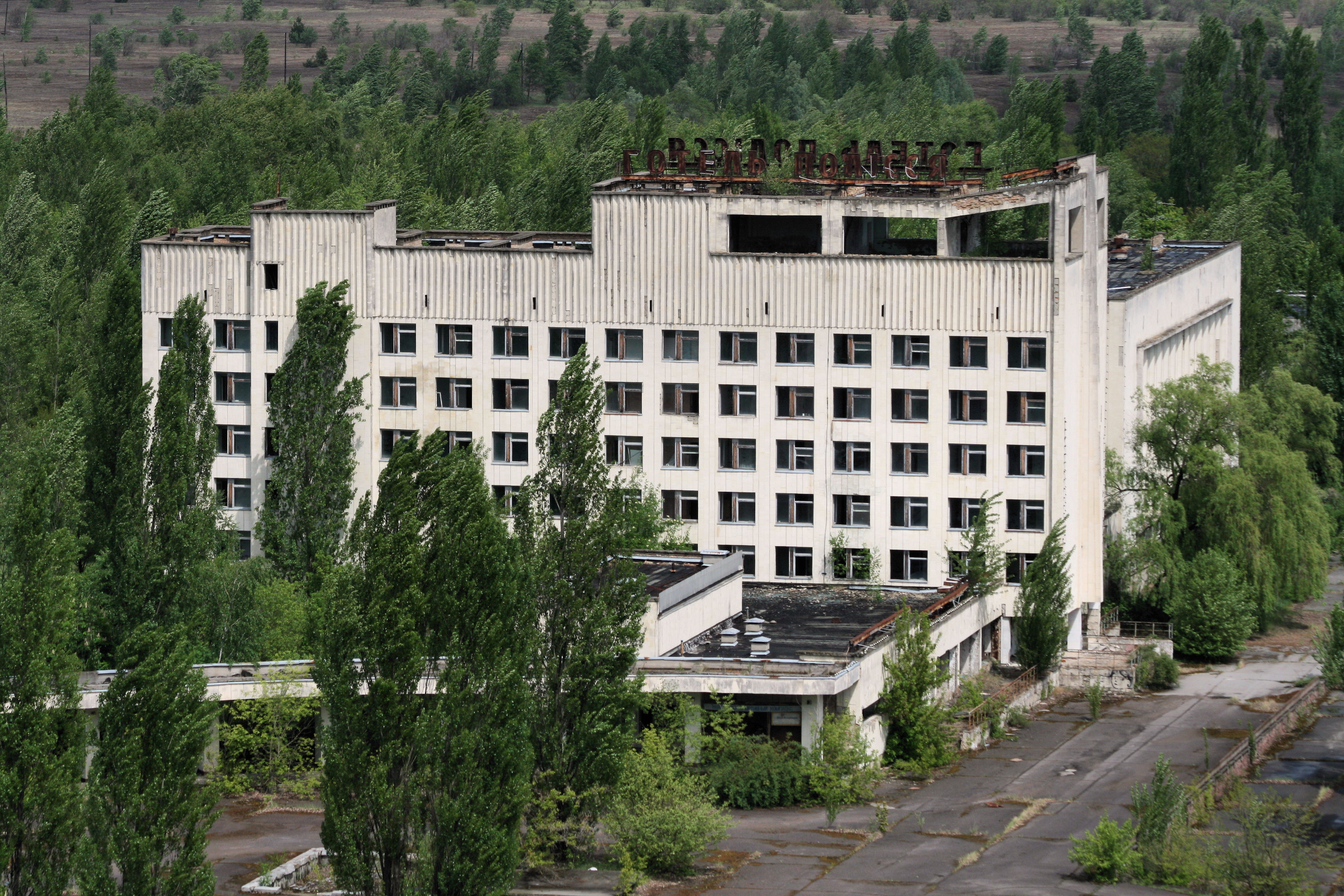
폴리시아 호텔 (2009년 촬영)

폴리시아 호텔(우크라이나어: Готе́ль Полісся, 러시아어: Гостиница Полесье)은 우크라이나 프리피야티에 있는 호텔로, 프리피야티에서 가장 높은 건축물 중 하나이다. 1970년대 중반에 체르노빌 원자력 발전소를 방문하는 대표단과 손님을 수용하기 위해 지어졌다. 현재 호텔은 서서히 무너지고 있으며 폐허가 되고 있다.